# Iglesia de San Ildefonso (Granada)
La iglesia de San Ildefonso es una iglesia de la ciudad española de Granada, comunidad autónoma de  Andalucía. 

## Historia
Fue edificada entre 1553 y 1559 en Rabad al-Rasif, extramuros de Granada, posiblemente sobre una mezquita o morabito.

## Descripción
De estilo mudéjar, posee una sola nave rectangular con capillas laterales, estando cubierta por una armadura mudéjar.